# 两头四身

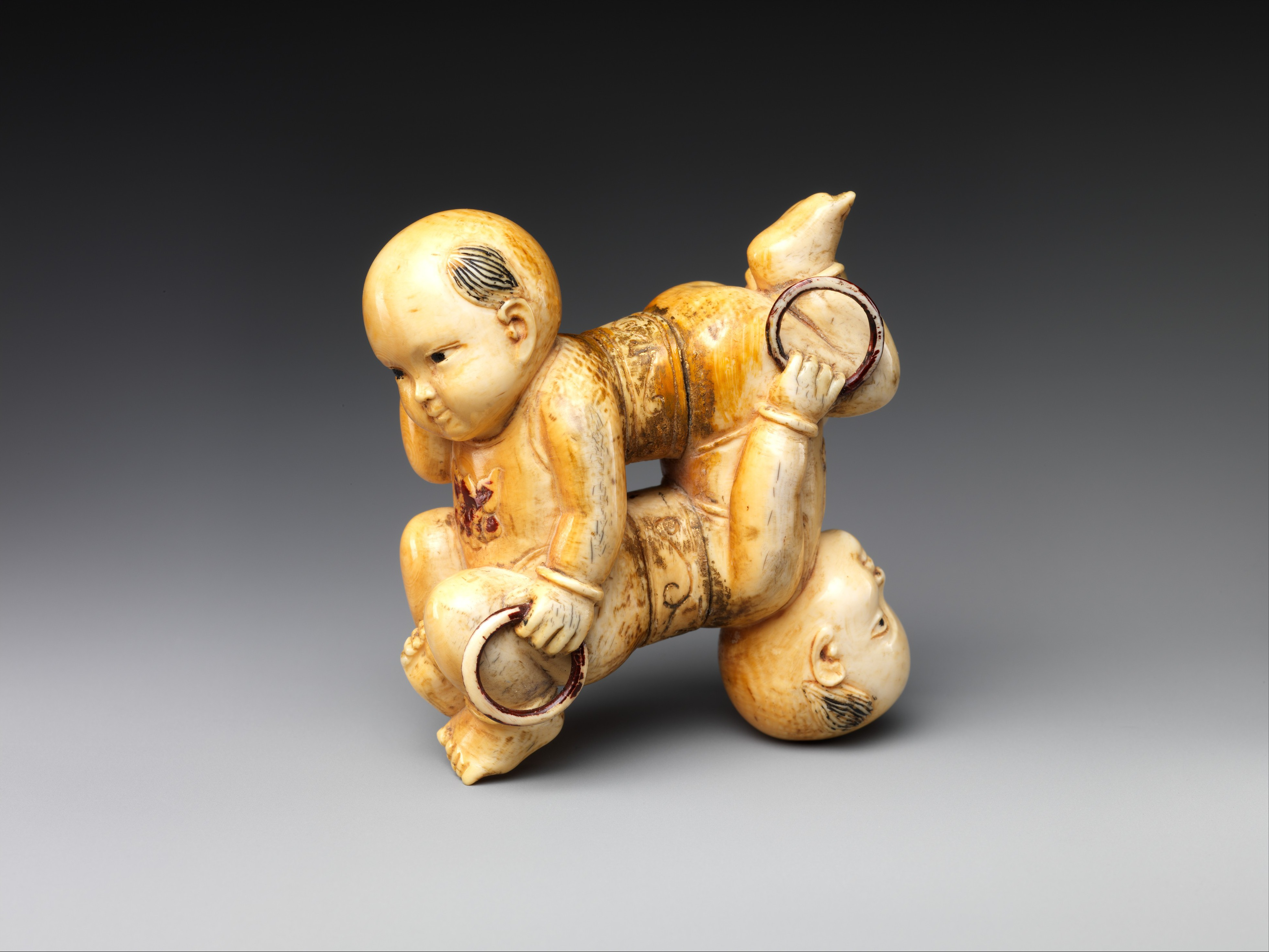
清象牙雕两头四身婴孩

两头四身，又称四喜，是一种旋转对称的纹样。该图案利用视错觉，让两具身体共用一个头和一对脚。在两头四身的基础上，可以用同样的手法扩展至三头六身，等等。两头四身图案广泛见于亚欧大陆各地，如中国汉族地区、西藏、波斯、欧洲、日本等。主体可以是猴子、孩童、狗、马、力士等。除了作为装饰，也用于智力遊戲的设计。

## 纹样
中国大陸河南开封等地曾出土北宋时期的陶模，有两头四狗、两头四猴、两头四婴孩四身等造型。明清以来，两头四婴孩、三头六婴孩的造型广泛见于中国各地的民间美术中，如瓷盘图案、鼻烟壶图案、剪纸、年画、火花、雕刻、面塑等，寓意多子多福。受中国文化影响，日本江户时代的趣味浮世绘中，也常出现五人十身的题材。
| - 清两头四婴孩图案鼻烟壶 - 清杨柳青年画九九消寒图 - 歌川貞景绘《五子十童图》 - 歌川芳藤绘《五人十身图》 |

在西藏，许多古格王国建筑的壁画上，都有两人四身的造型。一些护经板上也雕刻有类似的图案。这些图像可能受到克什米尔风格的影响。在波斯，同样存在以此种方式构造的、以马为主题的艺术品。
| - 古格王国遗址红殿壁画上的连体力士和连体狮 - 东嘎遗址壁画上的四联力士 - 17世纪波斯二头四马画像 - 四头十二马，可能来自波斯 |

欧洲最古老的两头四身造型可见于法国鲁昂大教堂书商之门（portail des Libraires）的雕塑，以及14世纪的《彼得伯勒圣咏集》抄本。一幅制作于15世纪瑞士或施瓦本的猴子骑马版画上还有可动的部件，旋转后可以让两只猴子从一上一下变成一左一右。
| - 《彼得伯勒圣咏集》中的两头四身动物 - 15世纪瑞士或施瓦本猴子骑马版画 - 16世纪荷兰两头四身丘比特雕版画 |

## 智力遊戲
两头四身也是一些智力遊戲的靈感來源。其中一类颇具代表性的称为“死狗”：如何画四条线，让图上的死狗活过来？另一种称作“神奇驴子”：如何让图上的骑士坐到驴子上？该谜题由美国智力游戏大师萨姆·劳埃德设计，在19世纪风靡一时，据说已售出超过100万张。
| - 两只死狗 - 死狗变活狗 - 萨姆·劳埃德的神奇驴子 |

## 信息来源
1. ↑  魏威, 化夏 & 魏跃进 2019，第24至25頁.
2. ↑  雷彼得, 张卫 & 刘念 2021，第266至293頁.
3. ↑  王光普 1987，第47頁.
4. ↑  张春峰 1996，第46至47頁.
5. ↑  樊瑀 2007，第39頁.
6. ↑  杨先让 & 杨阳 2000，第46至47頁.
7. ↑  Salter 2006，第139頁.
8. ↑  稻垣进一 2020，第48至49頁.
9. ↑  雷彼得, 张卫 & 刘念 2021，第294至295頁.
10. ↑  彭措朗杰 1998，第100頁.
11. ↑  金维诺 2001，第10頁.
12. 1 2  Singmaster 2004b.
13. ↑  Baltrušaitis 1981，第135至139頁.
14. ↑  Bilder 1998，第86至87頁.
15. ↑  Singmaster 2004a.